# کینک
کینک، روستایی در دهستان ارمند بخش ارمند شهرستان خانمیرزا در استان چهارمحال و بختیاری ایران است.

## جمعیت
بر پایه سرشماری عمومی نفوس و مسکن در سال ۱۳۹۵، جمعیت این روستا برابر با ۱٬۲۶۲ نفر (۳۲۹ خانوار) بوده‌است.